# Britain First
Britain First („Britannien zuerst“) ist eine rechtsextreme Partei im Vereinigten Königreich. Hauptziel der Partei ist nach eigenen Angaben die Verteidigung britischer und christlicher Werte. Die Partei ist stark islamfeindlich ausgerichtet. Zudem vertritt die Partei einen Anti-EU-Kurs.

## Geschichte
Britain First wurde 2011 von Jim Dowson und anderen ehemaligen Mitgliedern der British National Party (BNP) gegründet. Seit 2014 ist Paul Golding Vorsitzender. Vizevorsitzende ist Jayda Fransen. Sie wurde 2016 von einem britischen Gericht wegen Beleidigung einer Muslimin verurteilt.
Nachdem zahlreiche Anhänger von Britain First im Januar 2016 in Luton aufmarschiert waren, mit Anwohnern gestritten und Anti-Islam-Flugblätter verteilt hatten, erwirkte die Polizei von Bedfordshire im Sommer 2016 eine gerichtliche Verfügung vom High Court, die den Aktivisten für drei Jahre das Betreten islamischer Gotteshäuser in England und Wales verbietet. Den Anführern Paul Golding und Jayda Fransen wurde zudem untersagt, die Stadt Luton zu betreten oder ihre Anhänger dorthin zu schicken.
Im Juni 2016 hatte ein rechtsextremer Attentäter die Worte „Britain First“ gerufen, nachdem er die Parlamentarierin Jo Cox ermordet hatte.
Der ehemalige US-Präsident Donald Trump teilte im November 2017 drei Videos von Jayda Fransen. Die Videos, deren Authentizität stark bezweifelt wird, stellen den Islam als gewalttätig und grausam dar. Der Sprecher der britischen Premierministerin Theresa May sagte, es sei falsch, dass Trump Tweets von „Britain First“ verbreitet habe. „Britain First versucht, Gemeinschaften durch ihre hasserfüllten Narrative zu spalten, die Lügen verbreiten und Spannungen anheizen. Sie erzeugen Angst bei rechtschaffenen Leuten“, sagte er. Jayda Fransen, stellvertretende Vorsitzende der Bewegung, bedankte sich via Twitter bei Trump für die Publicity, die er BF beschert hatte.

## Wahlergebnisse
| Jahr | Wahl                             | Stimmen | Stimmenanteil | Sitze |
| ---- | -------------------------------- | ------- | ------------- | ----- |
| 2014 | Europawahl 2014                  | 20.272  | 0,1 %         | 0/72  |
| 2016 | Wahl zur London-Versammlung 2016 | 39.071  | 1,5 %         | 0/25  |
| 2024 | Wahl zur London-Versammlung 2024 | 32.085  | 1,3 %         | 0/25  |